# Bon du Trésor à taux fixe et à intérêt précompté
Pour les articles homonymes, voir BTF.
Les Bons du Trésor à taux fixe et à intérêt précompté (plus connus par leur sigle BTF) sont des titres de créance négociables à court terme émis par le Trésor public français, deuxième support de la dette négociable de l'État français, derrière les Obligations assimilables du Trésor (OAT). Ils ont été créés en 1985, lorsque l'État a rationalisé la structure de sa dette. D'une durée de vie inférieure à 1 an à l'émission, ils étaient destinés à l'origine à affiner la gestion de la trésorerie à court terme de l'État. 
Les soumissions se font en taux post-comptés in fine. 
Les BTF sont émis par adjudication hebdomadaire le lundi (adjudication à la hollandaise). Toutes les semaines, une ligne de 13 semaines est adjugée et au moins une autre maturité (1 ou 6 ou 12 mois). Ils se traitent en taux in fine calculé sur une base annuelle de 360 jours, comme il est d'usage sur le marché monétaire de la zone Euro. Ils ont une durée de vie trop courte pour faire l'objet d'un marché secondaire important, et ce sont donc les moins liquides des titres de l'État français. Néanmoins, ces titres restent très liquides et sont revendables sans difficultés.
Comme pour les OAT, le marché de la dette courte est animé par les banques SVT (spécialistes en valeur du trésor). Les SVT ont un certain nombre d'obligations à remplir, en particulier une part de marché minimale sur le marché primaire (adjudications) et secondaire.
Jusqu'au milieu des années 1990, ils étaient adjugés en taux d'escompte.

## Signification du sigle
Les BTF sont connus généralement uniquement sous leur sigle et non sous les mots choisis à l'origine pour le composer, bons à taux fixe, ce qui ne veut pas dire grand-chose, et que le Trésor lui-même a abandonné dès les années 1980.  Il les nomme ainsi, par exemple, dans la présentation de ses produits : bons du Trésor à taux fixe et à intérêts précomptés (BTF).